# Катценберг, Джеффри
Джеффри Катценберг (Каценберг, англ. Jeffrey Katzenberg; род. 21 декабря, 1950, Нью-Йорк) — американский кинопродюсер и генеральный директор (CEO) студии DreamWorks Animation SKG. Возможно, наиболее известен как председатель совета директоров The Walt Disney Company в 1984—1994 годах и как продюсер фильма Шрек (2001).

## Биография
Родился в Нью-Йорке, в еврейской семье. Отец, Уолтер Катценберг, был биржевым брокером; мать — Энн Катценберг (урождённая Стерн; 1926—2012), художница.

### Paramount Pictures
В течение короткого времени Катценберг пробовал себя в качестве актёрского агента («talent agent», посредника, предлагающего киностудиям услуги сотрудничающих с ним актёров), но в 1975 году стал помощником Барри Диллера, председателя совета директоров (chairman) Paramount Pictures. Диллер назначил Катценберга в маркетинговый отдел, а затем в телевизионный департамент, где перед Каценбергом была поставлена задача возродить франшизу «Star Trek». Этот сериал стал успешнее, чем «Стар Трек: Фильм» (1979). Спустя некоторое время Катценберг получил пост президента по производству (President of Production) под непосредственным руководством исполнительного директора (COO) Майкла Айснера.

### The Walt Disney Company
В 1984 году Айснер стал генеральным директором (CEO) The Walt Disney Company. Он привёл с собой в компанию Катценберга и поручил ему руководство Walt Disney Motion Pictures Group, включая испытывавшее трудности подразделение Walt Disney Feature Animation. При Катценберге дела компании пошли в гору в конце 1980-х годов — во время его руководства были созданы наиболее успешные фильмы студии Диснея: «Кто подставил кролика Роджера» (1988), «Русалочка» (1989), «Красавица и Чудовище» (1991, единственный анимационный фильм, номинированный на «Оскар» как «Лучший фильм»), «Аладдин» (1992) и «Король Лев» (1994), бывший до 2003 года самым коммерчески успешным фильмом для семейного просмотра. Также он дал ход чрезвычайно успешному партнёрству Pixar и Disney и приобретению Диснеем кинокомпании Miramax Films.
Когда заместитель Айснера Фрэнк Уэллс погиб при крушении вертолёта в 1994 году, Айснер отказался назначить Катценберга на освободившуюся должность президента. Катценберг выдвинул ультиматум, угрожая покинуть компанию, и был уволен. Тогда он начал судебный процесс против Диснея, чтобы получить $280 млн, которые, по его заявлению, ему задолжала студия. И выиграл этот процесс. Наверное, уже тогда у него зародилась идея будущего Шрека, прототип которого весьма похож на его бывшего начальника — Айснера.

### DreamWorks SKG
Годом позже Катценберг совместно со Стивеном Спилбергом и Дэвидом Геффеном основал компанию DreamWorks SKG. На этой инвестиции Катценберг, согласно журналу Forbes, заработал $800 млн прибыли, вложив в дело $30 млн. Также он был продюсером выпущенных студией фильмов Принц Египта (1998), Царь сновидений (2000) и Спирит: Душа прерий (2002).
Начав за здравие, студия вскоре начала испытывать трудности — планы основать студийный кампус в Лос Анджелесе были похоронены, когда ей пришлось продать свой лейбл звукозаписи и подразделение, занимавшееся видеоиграми. Компания дважды была в шаге от банкротства. Студия перенесла потери $125 млн, которые принёс фильм «Синдбад: Легенда семи морей», а также ей пришлось понести убытки в связи тем, что DVD с фильмом «Шрек 2» был выпущен неоправданно большим тиражом. Однако благодаря своему анимационному подразделению студии удалось пережить кризис.
В 2004 году Dreamworks Animation (DWA) была выделена в отдельную компанию, возглавляемую Катценбергом, и провела чрезвычайно успешное первичное размещение акций.
Киностудия DreamWorks была продана Viacom в декабре 2005, а так как концерну Viacom принадлежит и студия Paramount, Катценберг вновь оказался в одной компании со своими бывшими коллегами.
В 2006 году Катценберг появился в пятом сезоне шоу The Apprentice (российская версия называется «Кандидат»). Победители шоу получили возможность озвучить второстепенных персонажей в мультфильме «Лесная братва».
В 2016 году после покупки DWA Комкастом Джеффри перешёл в новую компанию под названием DreamWorks New Media, где занялся развитием медиапроектов AwesomenessTV и Nova. Джеффри также стал консультантом в NBCUniversal.

### Награды
Имеет звание почётного доктора наук Ringling College of Art and Design (2 мая 2008). В 2013 году Катценберг был удостоен специальной премии «Оскар» за достижения в области гуманизма. В том же году удостоен Национальной медали США в области искусств.